# Пикуаш (станция метро)
«Пи́куаш» или «Пикоаш» (порт. Picoas) — станция Лиссабонского метрополитена. Одна из первых одиннадцати станций метро в Лиссабоне. Находится в центральной части города. Расположена на  Жёлтой линии (Линии Подсолнечника) между станциями «Салданья» и «Маркеш-ди-Помбал». Открыта 29 декабря 1959 года. Название станции происходит от виконтства Пикуаш, которому принадлежала эта земля в 19 веке.

## Описание
Первоначальный вид станции выполнен архитектором Фалькао и Кунья, а так же художницей Марией Кейл. Спуски на платформы были оформлены цветными керамическими плитками. В 1982 году станция была реконструирована с целью расширения платформ для возможности принимать 6-вагонные составы. Так же был сооружён дополнительный выход в город.
Следующая реконструкция произошла в 1995 году (архитектор — Диниш Гомиш). В результате этой реконструкции был перестроен северный вестибюль, после чего выход в город был оформлен в стиле Парижского метрополитена. Подобные выходы в город в стиле модерн работы французского архитектора Эктора Гимара можно так же увидеть в Монреальском метрополитене.
Так же были оформлены посадочных платформ станции (художник — Мартинш Коррея). Вдоль стен платформ были размещены керамические картины, на которых изображены работающие женщины различных профессий.
Станция не имеет лифтов и оборудована только лестничными выходами в город.

## Галерея
- Пропускные турникеты
- Вход на станцию в стиле модерн
- Настенная декорация
- Посадочная платформа
- Декорация стен спуска на платформу
- Настенная декорация